# Zmaj
Zmaj, poznat i kao aždaja je u mnogim svjetskim mitologijama čudovište nalik golemoj zmiji ili kakvom drugom gmazu, s magičnim osobinama. Mitološka stvorenja koja posjeduju slične osobine vrlo se često pojavljuju u različitim svjetskim kulturama.

## Pregled
Različita bića koja se sada nazivaju zmajevima vjerojatno ne potječu iz samo jednog mita, ali su spontano uključeni u mitologiju brojnih kultura diljem svijeta. Obično su prikazivani kao bića nalik zmijama ili gmazovima koja se izležu iz jaja, a imaju izdužena tijela prekrivena ljuskama; gotovo uvijek su prikazivani s velikim očima, a često (ali ne uvijek) i s krilima i kako rigaju vatru.
Iako se zmajevi (ili zmajolika stvorenja) često pojavljuju u legendama širom svijeta, različite kulture drugačije ih zamišljaju i prikazuju. Kineski zmajevi (Pojednostavljeni kineski: 龙; Tradicionalni kineski: 龍), i općenito zmajevi u mitologiji dalekog istoka smatraju se dobrim stvorenjima, dok su oni iz europske mitologije većinom zla stvorenja (iako postoje i iznimke). Zli se zmajevi također pojavljuju i u perzijskoj mitologiji i ostalim kulturama.
Zmajevi su imali veliku duhovnu važnost u različitim religijama. U mnogim istočnim kulturama i indijanskim plemenima zmajevi su bili, a u nekim kulturama još uvijek i jesu, štovani kao predstavnici sila prirode i svemira. Povezivani su s mudrošću – često su smatrani mudrijima od ljudi – i dugovječnošću. Obično se smatralo da posjeduju neku vrstu magije ili neke druge nadnaravne moći, a često su povezivani i s vrelima, kišom i rijekama. U mitovima nekih kultura čak imaju i dar govora.
Zmajevi su danas vrlo popularni likovi u fantastičnim romanima i videoigrama.

## Simbolika
U srednjem su vijeku zmajevi često bili simboli napuštanja vjere i izdaje, ali i ljutnje i zavisti, a s vremenom su postali i simbol velikih katastrofa. Također, bili su i simbol neovisnosti, vodstva i snage. Mnogi su zmajevi predstavljali i mudrost; ubijanje zmaja nije davalo samo pristup njegovom blagu, nego je značilo i da je junak savladao i najlukavije od svih stvorenja. U nekim kulturama, a posebno u kineskoj kulturi i  kulturi okolici Himalaje, smatra se da zmajevi donose sreću.
Joseph Campbell je u dokumentarcu Moć mitova (The Power of Myth) zmajeve opisao kao simbol božanskog zato što predstavljaju spoj Neba i Zemlje: obličje zmije (zemlja) i ptice (zrak, nebo).

### Istočna Azija
U nekim dijelovima Azije zmaj je simbol sreće ili zdravlja, a ponekad ih se čak i štuje. Azijski su zmajevi smatrani mitskim vladarima vremena, a posebno kiše i vode. Oni su najstariji i najpovoljniji simbol u kineskoj mitologiji i Feng Shuiu. Utjelovljuje mudrost, dobru sreću, snagu, plodnost, hrabrost, božanstvenost, vodstvo, blagonaklonost i prosvjetljenje. On je energičan, odlučan, optimističan inteligentan i uspješan.
U Kini te u Japanu i Koreji, Modri zmaj predstavlja proljeće te element drva, a ujedno je i čuvar Istoka. Zmajevi kineske mitologije veći su dio vremena živjeli pod vodom, a ljudi su im ponekad nudili rižu kao dar. Kineski zmajevi nisu prikazivani s krilima kao europski zato što se vjerovalo da oni mogu letjeti pomoću magije.
Žuti zmaj (Huang long) s po pet pandži na svakom stopalu je pak simbolizirao carski autoritet u Kini, a posredno i kineski narod. Kinezi često koriste termin "Lung Tik Chuan Ren" što u prijevodu znači Potomci Zmaja kod izražavanja pripadnosti narodu. Nazvati cara Zmajevim Licem, smatra se najvećim komplimentom.
Kineski zmaj se prikazuje s glavom deve, rogovima jelena, vatrenim očima, dugačkom bradom, ušima krave, tigrovim šapama, orlovim pandžama, dugim, zavojitim vratom, trbuhom žabe i perajama šarana.

## Galerija
- Grb Senja
- Zastava Walesa
- Sv. Juraj ubija zmaja (Stockholm)
- Lik zmaja na zidu restorana "Pozoj" (što je kajkavski naziv za zmaj) u Čakovcu

## Poveznice
- Zmajski red

## Vanjske poveznice

### Sestrinski projekti
|  | Zajednički poslužitelj ima još gradiva o temi zmajevi |

### Mrežna mjesta
- LZMK/Hrvatska enciklopedija: zmaj
- LZMK/Proleksis enciklopedija: zmaj
- Zmajevi – strah i trepet antika